# Cairo Open 1981
Il Cairo Open 1981 è stato un torneo di tennis giocato sulla terra rossa. È stata la 14ª edizione del torneo che fa parte del Volvo Grand Prix 1981. Si è giocato a Il Cairo in Egitto dal 9 al 15 marzo 1981.

## Campioni

### Singolare maschile
Guillermo Vilas ha battuto in finale  Peter Elter con il punteggio di 6–2, 6–3

### Doppio maschile
Ismail El Shafei /  Balázs Taróczy hanno battuto in finale  Paolo Bertolucci /  Gianni Ocleppo con il punteggio di 6–7, 6–3, 6–1